# اچ‌ام‌اس کنکورر(۱۸۵۵)
اچ‌ام‌اس کنکورر(۱۸۵۵) (به انگلیسی: HMS Conqueror (1855)) یک کشتی بود که طول آن ۲۴۰ فوت (۷۳٫۲ متر) بود. این کشتی در سال ۱۸۵۵ ساخته شد.